# Иваненко, Борис Иванович
Борис Иванович Иваненко (4 мая 1888, Полтава Российская империя — не ранее 1969) — специалист в области лесоводства, биолог, фитоценолог, педагог, доктор сельскохозяйственных наук (1948).

## Биография
Родился в семье служащего и учительницы. В 1908 окончил Полтавское реальное училище.
В 1913 году окончил Московский межевой институт, где был оставлен для подготовки к преподавательской деятельности, и читал лекции в 1919—1923 годах.
Позже преподавал в Лесном институте (1923—1925), Московском лесотехникуме, Московском институте инженеров землеустройства (1934—1946, ныне Государственный университет по землеустройству) и др.
В апреле 1937 назначен на должность лесовода Мордовского государственного природного заповедника им. П. Г. Смидовича.
В 1943—1947 — зам. директора по научной части Общественного университета лесного хозяйства. Позднее работал во Всероссийском научно-исследовательском институте лесоводства и механизации лесного хозяйства ВНИИЛМе.
Осуществил ряд экспедиций по изучению типов лесов, в частности, в 1939—1947 — на Украину (Крымский заповедник, Закарпатская область).
Был членом Московского отделения Всесоюзного географического общества, Московского общества испытателей природы и секции охраны природы Дома учёных в Москве.
С 1961 — на пенсии, но оставался членом Учёного совета ВНИИЛМ.

## Научная деятельность
Проводил исследования в лесах Ивановской, Костромской, Свердловской областей, Закавказье, Марийской АССР, Нарынском округе Сибири.
Работы Б. И. Иваненко посвящены изучению типов леса, горному лесоводству, биоценологии и охране природы, исследованию фенологии древесных растений.
Опубликовал серию работ о памятниках природы на территории, вошедшей теперь в черту Москвы (описал типы леса, их древостой, подрост, подлесок, травяной покров в Измайловском лесу и Лосином Острове).
Занимался вопросами районирования Подмосковья, обосновывая разделение его на 5 лесорастительных районов.

## Награды
- орден Ленина
- медалями СССР, в том числе Золотой медалью имени И. В. Мичурина.

## Избранные публикации
- Условия произрастания и типы насаждений Погонно-Лосиного острова. М., 1923.
- Подмосковный памятники природы. Алексеевская роща // Охрана природы. 1928. Т. 1. N5;
- Подмосковный памятники природы. Измайловский зверинец // Там же. 1929. Т. 2. N1;
- Основы лесоустройства и лесной таксации. М.-Л. Сельколхозгиз, 1931.
- Леса МГЗ и их типы. 1938, рукопись.
- Типы леса Мордовского заповедника и возобновление в них. 1939, рукопись.
- Фенология древесных и кустарниковых пород. Изд-во сельхоз. лит-ры, журналов и плакатов, 1962
- Лесорастительное районирование Московской области // Сборник работ по лесному хозяйству. Вып. 45. М., 1962.

## Источник
- Герасимов М. В. Борис Иванович Иваненко. (К 75-летию со дня рождения) // Ботан. ж-л. 1964. Т. 49. N3;
- Енциклопедія Сучасної України.